# Putsch de Canton

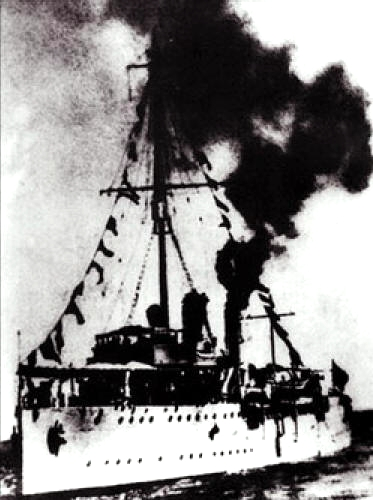
Le navire de guerre Zhongshan.

Le putsch de Canton, également connu sous le nom d'incident du Zhongshan (chinois simplifié : 中山舰事件 ; chinois traditionnel : 中山艦事件 ; pinyin : Zhōngshān Jiàn Shìjiàn ; litt. « incident du navire Zhongshan ») ou d'incident du 20 mars (三二〇事件, Sān-Èr-Líng Shìjiàn) est une répression politique menée par le Kuomintang, le 20 mars 1926, officiellement en réaction à une hypothétique tentative de coup d'état communiste. Il consista en la purge de tous les membres communistes de l'Armée Nationale Révolutionnaire à Canton par Tchang Kaï-chek. Cet événement brisa le premier front uni entre le Kuomintang et le parti communiste chinois mais permit à Tchang Kaï-chek de consolider grandement son pouvoir avant le lancement de l'Expédition du Nord. Il s'assurait de son contrôle absolu de l'armée du Kuomintang et acquérait une stature nationale incontournable en Chine.

## Déroulement des événements

### Contexte
Au moment de l'incident, les nationalistes du Kuomintang et les communistes chinois avaient conclu un accord pour travailler ensemble dans le cadre du Premier Front Uni. Ils pouvaient ainsi mieux faire face aux seigneurs de guerre locaux qui s'arrogeaient les diverses provinces chinoises en fiefs locaux. L'Union Soviétique accepta l'accord et finançait notamment l'Académie militaire de Whampoa. C'est avec l'aide du parti communiste chinois que Sun Yat-sen parvint à reprendre le contrôle de Guangdong après les révoltes de Chen Jiongming. Mais à la mort de Sun Yat-sen des suites d'un cancer en 1925, la guerre Yunnan-Guangxi s'est déclenchée pour le contrôle du Kuomintang. Au cours de cette guerre, l'assassinat de Liao Zhongkai servit de prétexte à Tchang Kaï-chek pour évincer l'influent Hu Hanmin et prendre le contrôle du parti.
Il y avait depuis longtemps un projet d'unification de la Chine en faisant une offensive contre les seigneurs de la guerre, mais Tchang Kaï-chek savait que son autorité était fortement contestée. Tout d'abord par Chen Jiongming qui se révolta une dernière fois avant d'être écrasé; puis par son aile droite représentée par la clique du Club Central, farouchement nationaliste et anti-communiste; et son aile gauche représenté par Wang Jingwei. Avec le soutien des Soviétiques et des communistes, l'aile gauche prit beaucoup d'ascendant : Hu Hanmin affirmant que l'objectif ultime du Kuomintang devait être le socialisme. En janvier 1926, une conférence du parti accorda de nombreux postes stratégiques à des communistes, pouvant faire croire à une radicalisation du parti en faveur de l'aile gauche.

### Incident

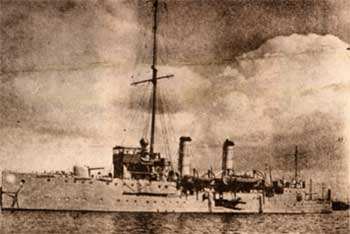
Le navire de guerre Zhongshan, ancien Chungshan.

Les tensions éclatèrent lorsqu'on décida de renommer le navire de défense côtier Yongfeng en Zhongshan (romanisé à l'époque comme Chung Shan) en l'honneur de Sun Yat-sen. C'était le navire de guerre le plus puissant que détenait le Kuomintang. Son capitaine, Li Zhilong, était un communiste qui collaborait avec un conseiller militaire naval soviétique. le navire était accosté à Canton. Des rumeurs couraient déjà pour dire que le but était de soutenir d'éventuels soulèvements dans la ville, ce qui alarmait beaucoup les nationalistes. Au cours de la nuit du 18 au 19 mars 1926, le navire fut soudain déplacé de Canton vers la zone de mouillage au large de Changzhou (île de Dane). Mystérieusement, le lendemain, le Zhongshan revint à son port d'attache.

Dans des entretiens ultérieurs, Tchang Kaï-chek exprima sa grande inquiétude lorsqu'il apprit que le commandant Li Zhilong prétendait avoir agi sur ses ordres. Ses soupçons s’accrurent d'autant plus que l'on lui rapporta de nombreux appels téléphoniques mystérieux passés par le commandant. Ainsi, l'épouse de Tchang Kaï-chek, Chen Jieru, aurait reçu cinq appels de la femme de Wang Jingwei, Chen Bijun, le 18 mars pour connaître l'emploi du temps de Tchang Kaï-chek. Xu Zhen signala également des appels répétés de Deng Yanda, le directeur politique de Whampoa, pour connaître la date du prochain déplacement de Tchang Kaï-chek à Changzhou. Li Zhilong appela aussi Deng Yanda pour lui transmettre ses ordres de départ. Li Dongfang reconnut plus tard que Tchang Kaï-chek  ne lui avait jamais révélé le nom de celui qui l'avait informé de ces divers appels mais il pense que cela devait venir de Wang Jingwei. En réaction, Tchang Kaï-chek pensa à s'enfuir avant le coup d'état qu'il imaginait se préparer et s'acheta un billet sur un vapeur japonais de Shantou. Mais finalement, il choisit d'affronter la menace. Andreï Boubnov, chef de la mission soviétique à Canton, expliquera dans son rapport à Staline que l'incident de Canton avait eu lieu en réaction d'une tentative de putsch avortée menée par quelques officiers communistes de l'Armée Nationale Révolutionnaire.

Canton dans les années 1920.

Le 20 mars 1926, Tchang Kaï-chek promulgua la loi martiale et fit couper le réseau téléphonique. Il ordonna à des soldats de son armée et à des cadets de l'Académie Militaire de Whampoa d'arrêter les commissaires politiques communistes. Chen Zhaoying, Chen Ce et Ouyang Ge arrêtèrent Li Zhilong dans sa chambre à coucher dès l'aube et prirent le contrôle du Zhongshan. Jiang Dingwen fut arrêté au Bureau de la Marine. Wu Tiecheng et Hui Dongsheng encerclèrent les résidences de Wang Jingwei et des conseillers soviétiques et les assignèrent à résidence. Deng Yanda fut également arrêté. Hui Dongsheng encercla aussi le Comité de la Grève de Canton-Hong-Kong. Liu Zhi arrêta tous les communistes de la 2e division, ceux du 1er Corps et ceux de Whampoa - y compris Zhou Enlai. Ils furent ensuite tous expulsés en vertu de la politique des « Trois Principes ». Deux garnisons furent supprimées. Outre cette purge anti-communiste dans son armée, Tchang Kaï-chek fit désarmer tous les communistes paramilitaires des Travailleurs de la Garde. Victor Rogacheff, le chef de la mission militaire soviétique de Canton s'enfuit à Pékin, ce qui décida Tchang Kaï-chek de faire arrêter les conseillers soviétiques Vassily K. Blücher et Mikhaïl Borodine. L'assistant de Borodine, Kassanga, sera dès le 24 mars expulsé du pays,.
La brutale purge anti-communiste décidée par Tchang Kaï-chek à titre préventif indigna Wang Jingwei et les principaux officiers de l'armée comme Chen Gongbo ; Tan Yankai à la tête du 2e Corps; Zhu Peide du 3e Corps et Li Jishen du 4e Corps ainsi que par Song Ziwen, le ministre des finances. Wang Jingwei pensait que Tchang Kaï-chek avait réagi de manière très excessive sans réelles preuves que des soupçons. Un conseil du Comité Exécutif du Kuomintang se réunit alors le 22 mars mettant en minorité Wang Jingwei et le poussant à partir à l'étranger.

### Conséquences

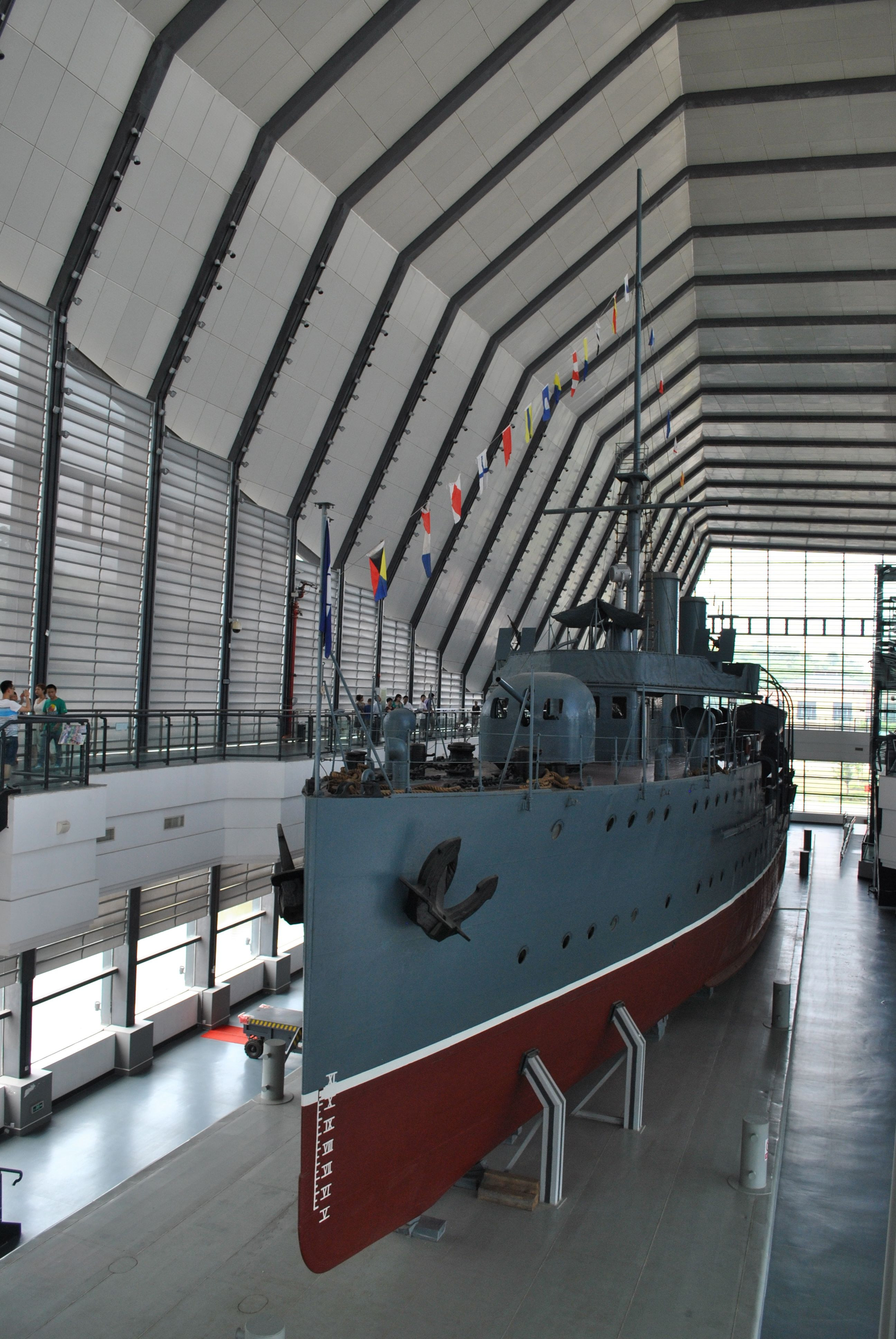
Le Zhongshan, restauré, au musée de Wuhan.

La tentative de coup d'état de Canton brisa le Premier Front Uni chinois et stoppa l'ascendance de l'aile gauche du Kuomintang. Désormais, Tchang Kaï-chek avait la mainmise complète sur le parti, expurgé des communistes avec lesquels il amorçait une lutte ouverte. Il ne rompit pas totalement avec l'Union soviétique car il avait encore besoin de leurs conseillers militaires et leur soutien dans les ultimes préparatifs de l'Expédition du Nord. Cependant, Tchang Kaï-chek négocia avec Andreï Boubnov un nouvel accord selon lequel les soviétiques fourniraient leur aide en échange de la libération et du rappel de Kuibishev. Tchang Kaï-chek exigea également la liste de tous les membres communistes du Kuomintang et révoqua ceux qui occupaient de trop grands postes.
Le 3 avril, un télégramme public fut diffusé selon lequel Tchang Kaï-chek expliquait que l'affaire était « limitée et d'ordre individuelle », fait par « un petit nombre de membres de notre Parti, qui avait déjà effectué un complot anti-révolutionnaire. » Il révoqua également certains membres de son aile droite, y compris Wu Tiecheng, et prononça une critique du groupe de la Colline de l'Ouest. Il interdit toute manifestation publique de son aile droite.
Si Tchang Kaï-chek ne renia jamais publiquement le Front uni, Trotsky en Russie et tous les comités centraux des partis communistes de Shanghai et du Guangdong se déclarèrent désormais opposés à toute entente avec lui. Pourtant, Staline, pragmatique, continua à le soutenir. Le 15 mai, Staline demanda aux communistes chinois de ne plus « remettre en doute ou de critiquer le Dr Sun ou ses principes. » Il accepta de fournir au Kuomintang la liste de tous les communistes qui y ont adhéré, de ne pas dépasser le seuil d'un tiers dans n'importe quel conseil municipal, provincial ou comité central. Dans le même temps, Tchang Kaï-chek devint le leader incontesté du Kuomintang, dirigeant à la fois sa branche militaire et civile. Par plusieurs décrets, il s'octroya tous les pouvoirs jusqu'à la fin de l'Expédition du Nord. Mais son contrôle direct de l'armée demeurait partiel en raison des diverses composantes régionales des unités dont la loyauté allait avant tout à leurs officiers supérieurs.
Le 7 avril, Wang Jingwei démissionna de toutes ses fonctions et partit secrètement vers la France qu'il rejoint le 11 mai,. Boubnov fut rappelé en URSS. Il faudra attendre l'année suivante, en avril 1927, pour que Wang Jingwei revienne en Chine à la demande d'Alexandre Borodine pour contrer l'irrésistible ascension de Tchang Kaï-chek. Zhou Enlai, démis de ses fonctions à Canton, se réfugia à Shanghai, où il organisa de multiples grèves suivies par des centaines de milliers d'ouvriers de février et mars 1927, conduisant en avril 1927 à une sanglante répression. De même, le coup de Canton précipitera le soulèvement de Nanchang et le soulèvement de la récolte d'automne respectivement en août et octobre 1927 provoquant la guerre civile chinoise.

## Controverse
Les communistes ont toujours nié l'existence d'un complot pour renverser Tchang Kaï-chek et affirment que sa brutale répression surprise n'était qu'un prétexte pour supprimer l'aile gauche de son parti et briser l'influence de Wang Jingwei sur l'armée et sur l'académie militaire de Canton.
L'historiographie se divise à ce sujet entre la thèse d'un véritable complot communiste contre Tchang Kaï-chek et celle d'un prétexte utilisé par ce dernier pour expurger les communistes de son parti. Elle évoque également la thèse selon laquelle le complot visait à kidnapper Tchang Kaï-chek et l'emmener de force à Vladivostok.
Toutefois, la plupart des historiens penchent sur une « série malencontreuse de malentendus, d'erreurs de communication, d'erreurs de connexions téléphoniques montés en épingle par les multiples rivalités entre les cadres subalternes du parti. »